# Katarzyna I de Courtenay
Katarzyna I z Courtenay, fr. Catherine de Courtenay (ur. ok. 1274, zm. 1307 w Paryżu) – tytularna cesarzowa Konstantynopola od 1283 r. 

## Pochodzenie
Była córką tytularnego cesarza Konstantynopola - Filipa I, z kapetyńskiej gałęzi rodu de Courtenay i Beatrycze Sycylijskiej. Jej dziadkami ze strony matki byli: król Sycylii - Karol I i Beatrycze Prowansalska - hrabina Prowansji. 

## Tytuł cesarski
Jej ojciec zmarł w 1283 r. i Katarzyna odziedziczyła po nim prawa do tronu cesarstwa.

## Małżeństwo
W styczniu 1301 r. poślubiła swojego dalekiego kuzyna (ich wspólnym pradziadkiem był Ludwik Lew) Karola Walezjusza (była jego drugą żoną). Karol był młodszym bratem króla Francji Filipa Pięknego. Dyspensę na ślub wydał papież Bonifacy VIII.
Karol jako małżonek Katarzyny został tytularnym cesarzem Konstantynopola, ale stracił ten tytuł po jej śmierci.

## Potomstwo
- Jan - zmarł w dzieciństwie[1],
- Katarzyna II de Valois (1303 - 1346)[1], żona Filipa, księcia Tarentu[1] i tytularna cesarzowa Konstantynopola,
- Joanna (ok. 1304 - 1363[1]), żona Roberta III d’Artois[1],
- Izabela (1306 - 1349), zakonnica[1].